# 484のブルース
『484のブルース』（よんはちよんのブルース）は、1968年（昭和43年）に日本の歌手・木立じゅんがリリースしたシングルであり、1979年（昭和54年）に楽曲提供者の歌手・平田満（俳優の平田満とは別人）がセルフカヴァーしたシングルである。
1971年（昭和46年）には、大友和也がリリースした『ふるさとは宗谷の果てに』のB面に改題・歌詞一部変更により『すすきの夜のブルース』として収録されている。⇒ #すすきの夜のブルース

## 略歴・概要
1968年（昭和43年）、平田満が作詞・作曲した楽曲を、東芝レコード（現EMIミュージック・ジャパン）の「専属作詞家第1号」として松山恵子らの楽曲を手がけ、渡哲也版『東京流れ者』（1965年）や石原裕次郎の楽曲で知られる当時のテイチクレコード（現テイチクエンタテインメント）の大御所作詞家・高月ことば（1921年 - 2006年）が補作詞、『星屑のブルース』（1965年）をはじめ数多くの石原裕次郎の楽曲を作曲し、のちに2003年（平成15年）、第45回日本レコード大賞功労賞を受賞することになるおなじくテイチクの大物作曲家野崎眞一が補作曲をし、おなじくテイチクで石原裕次郎の『夜霧よ今夜も有難う』（1967年）や『粋な別れ』（同）などの数々の楽曲のアレンジを手がけた編曲家・山倉たかしが編曲を手がけ、木立じゅんが歌い、表題曲『484のブルース』は世に生み出された。リリースナンバーは SN-677、定価は370円であった。
タイトルの「484」とは、札幌刑務所の所在地「苗穂町484番地」（現札幌市東区東苗穂2-1-5）の番地を指す数字であり、歌詞内容は、札幌の伝説の無頼・「雁来のバラ」こと荏原哲夫（1924年 - 1956年）を歌ったものであった。同曲はヒットを収めたが、高倉健の楽曲『網走番外地』（1965年）同様、日本民間放送連盟の要注意歌謡曲指定制度において放送禁止となるAランク指定を受けた。また、木立版シングルレコードのカップリング曲『無情の薔薇』も、テイチクで石原裕次郎の楽曲を多く手がけた作詞家の猪又良と作曲家の上原賢六の楽曲であったが、同作も、荏原の生涯をテーマにした楽曲であった。
その後、『484のブルース』の作詞・作曲を手がけた平田は、「原みつる」の芸名で、日本コロムビアから、「原みつるとエリートメン」として翌1969年（昭和44年）にレコードデビュー、その2年後の1971年（昭和46年）7月にはキングレコードに移籍し、「原みつるとシャネル・ファイブ」としてデビュー、さらに5年後の1976年（昭和51年）2月5日には、『愛の狩人』でソロデビュー、10万枚を超えるスマッシュヒットを放っていた。同年中は3枚のシングル、1枚のアルバムをリリースしたが、しばらく楽曲リリースの機会を得られなかったが、1979年（昭和54年）5月5日、11年前の自作曲をセルフカヴァーする形で、シングル『484のブルース』をリリースした。同曲のカップリング曲『番外地の春』は、網走市に住む画家の柴幸夫、おなじく音楽家の黒木靖男による楽曲である。リリースナンバーはGK-288、定価は600円であった。
のちに『484のブルース』は、俳優の松方弘樹がカヴァーしている。現在、木立版と松方版の『484のブルース』は、CDで音源がリリースされているが、平田版は存在しない。カップリング曲の『無情の薔薇』（木立版）、『番外地の春』（平田版）もCD化はされていない。
2004年（平成16年）には、オリジナルビデオ映画『北海水滸伝484のブルース 伝説・枯木のバラ』（監督光石冨士朗、GPミュージアムソフト）が製作・発売され、また、大衆演劇「真芸座」の座長・片岡梅之助が『484のブルース』を題材に取り上げている。
2009年（平成21年）5月13日、歌手の清水節子が日本クラウンからリリースしたCDアルバム「おとこ・唄」に、清水のカヴァー楽曲が収録されている。

## 収録曲

### 木立版
1. 484のブルース
  - 作詞・作曲平田満、補詞高月ことば、補曲野崎眞一、編曲山倉たかし
2. 無情の薔薇
  - 作詞猪又良、作曲上原賢六、編曲塩瀬重雄

出版権 全音楽譜出版社

### 平田版
1. 484のブルース
  - 作詞・作曲平田満、補詞高月ことば、補曲野崎眞一、編曲八木正生
  - コーラスシンガースリー、演奏八木正生オールスターズ
2. 番外地の春
  - 作詞柴幸夫、作曲黒木靖男、編曲高田弘
  - 演奏キングオーケストラ

出版権 全音楽譜出版社

## すすきの夜のブルース
『すすきの夜のブルース』（すすきのよるのブルース）は、1971年（昭和46年）6月に日本の歌手・大友和也がリリースした『ふるさとは宗谷の果てに』のB面収録曲である。 『484のブルース』のタイトルと歌詞の一部を変更した楽曲であり、「雁来町」の地名は出て来ず「すすきの」に替えられている。製作はテイチクレコード、発売はユニオンレコード。
- すすきの夜のブルース
  - 作詞・作曲平田満、補詞高月ことば、補曲野崎眞一、編曲池田孝
  - 演奏時間 : 4分01秒

## 関連事項
- 1968年の音楽
- 放送禁止歌
- 1979年の音楽
- 原みつるとシャネル・ファイブ